# Freweny Teclehaimanot
Freweny Teclehaimanot, född 12 oktober 1976, är en svensk affärskvinna av eritreansk börd. Hon var en av medlemmarna i popgruppen Midi, Maxi & Efti. Teclehaimanot föddes i ett flyktingläger i Eritrea och kom till Sverige 1985.
Genom holdingbolaget FTI Holding AB driver hon flera företag inom olika branscher.

## Diskografi
- 2007 - One Night